# 小行星6028
小行星6028（英語：6028）是一颗围绕太阳公转的小行星。1994年3月11日，上田清二、金田宏在钏路市发现了此天体。
这颗小行星的绝对星等为309.42955等。